# Dorsifulcrum acutum
Dorsifulcrum acutum là một loài bướm đêm trong họ Geometridae.